# Салкин, Геннадий
Геннадий Салкин (предположительно 1947—1972) — советский серийный убийца, в 1971 году совершивший в Пскове три убийства. В 1972 году был приговорён к смертной казни. Точные мотивы преступлений Салкина так и не были установлены следствием.

## Биография

### Детство и юность
Точная дата рождения Геннадия Салкина неизвестна, предположительно родился в 1947 году. Вырос в многодетной семье, имел восемь братьев и сестёр, был младшим ребёнком. Его отец в годы войны был коллаборационистом, за что впоследствии был осуждён. Из-за этого за Салкиным закрепилось прозвище «сына предателя». После службы в армии Салкин устроился работать поваром в одном из ресторанов Пскова. Он ненавидел посетителей ресторана, поэтому однажды справил малую нужду в картошку, приготовленную для салата, за это его сразу уволили. Позже Салкина осудили за кражу.

### Убийства
После освобождения из мест заключения в 1971 году Салкин зашёл в ресторан, где раньше работал, но его никто не узнал, так как там работали уже новые официанты. За соседним столом сидел подвыпивший мужчина, который, по некоторым данным, нелестно отозвался о кухне ресторана. Салкин завязал с ним беседу, позже они оба покинули ресторан. Труп мужчины был обнаружен повешенным в подъезде одного из домов. Других телесных повреждений на теле не было обнаружено. Изначально следователи выдвинули версию суицида, однако погибшего в подъезде никто не опознал. Через неделю Салкин совершил второе убийство, а затем и третье. Все жертвы были задушены идентичным способом — шарфом.
По городу поползли слухи о неизвестном душителе. Люди боялись выходить в ночное время на работу, старались без сопровождения взрослых не отпускать детей на улицу.

### Арест, следствие и суд
Однажды жена одного из сотрудников милиции поздно ночью возвращалась домой. Её догнал Салкин и попытался познакомиться. В это время у него из-под пальто выпала шапка, которую Салкин украл у одного из убитых. Женщина насторожилась, ускорила шаг, но Салкин последовал за ней. Ей удалось забежать в подъезд своего дома и подняться на пятый этаж до дверей собственной квартиры. Муж женщины вместе с сыном выбежали на улицу и быстро задержали Салкина, а потом сдали его в милицию.
Однако в отделении Салкин заявил, что является милицейским осведомителем, а шапку нашёл случайно на улице, в итоге его отпустили. Через некоторое время следователи решают вновь задержать Салкина. Вскоре в ходе тщательно спланированной операции Салкин был задержан дома у старшего брата.
Психиатрическая экспертиза признала Салкина вменяемым. Осенью 1972 года он предстал перед судом. Это стало самым громким событием года в Пскове. Люди собрались не только в помещении, где рассматривалось дело, но и стояли на улице, куда вынесли динамики. Салкин был приговорён к смертной казни, приговор был встречен аплодисментами.
Точные мотивы преступлений Салкина так и остались неизвестными. По одной из версий, он убивал тех посетителей ресторана, которые негативно высказывались о качестве приготовленной еды.

## В массовой культуре
- Документальный фильм «Танго с ножом» из цикла «Следствие вели» (2009)[1][прим. 1]
- Документальный фильм «Душегуб» из цикла «Легенды советского сыска» (2011)[4]